# Ел Ти Джей Букем
Даниел Уилямсън (на английски: Daniel Williamson) (роден на 20 септември 1967), по-известен като LTJ Bukem, е британски дръм енд бейс музикант, продуцент и DJ. Той и неговият звукозаписен лейбъл Good Looking са най-свързани с джазовата и атмосферна страна на дръм енд бейс музиката.

## Дискография

### Албуми
- Journey Inwards (2000)

### Компилации/миксове
- Mixmag Live! Volume 21 (MixMag, 1996)
- Logical Progression Vols 1 – 4 (1996 – 2001)
- Progression Sessions Vols 1 – 10 (1998 – 2003)
- Earth Vols 1 – 7 (1996 – 2004)
- Producer 01 (2001)
- Producer 05: Rarities (2002)
- Some Blue Notes of Drum 'N Bass (2004)
- FabricLive.46 (2009)
- Bukem in Session (2013)

### Сингли / EP-та
- Delitefol (1991)
- Logical Progression (1991)
- Teach Me to Fly (with DJ Trace) (1992)
- Demon's Theme / A Couple of Beats (1992)
- Who Knows Vol 1 (as the Bookworm) (1993)
- Bang The Drums / Remnants (with Tayla) (1993)
- Return to Atlantis (with Apollo Two) (1993)
- Music / Enchanted (1993)
- Atmospherical Jubilancy (1993)
- 19.5 (with Peshay) (1994)
- Horizons (1995)
- The Journey (with Mystic Moods) (1996)
- Mystical Realms EP (1998)
- Suspended Space EP (2000)

### Ремикси
- Sweetness (Mellow Drum n Bass Mix) – Michelle Gayle (1994)
- Feenin' (LTJ Bukem Remix) – Jodeci (1995)
- Transamazonia (LTJ Bukem Remix) – The Shamen (1995)
- If I Could Fly (LTJ Bukem Remix) – Grace (1996)
- The James Bond Theme (LTJ Bukem Remix) – David Arnold (1997)
- The Essence (LTJ Bukem Remix) – Herbie Hancock (with Chaka Khan) (2001)